# Mieczysław Karłowicz
Mieczysław Karłowicz   (Višnieva, 11 de desembre de 1876 - Alt Tatras, 8 de febrer de 1909), AFI [miɛt͡ʂɨswaf ˈkarwɔvit͡ʂ], fou un compositor polonès, reconegut per les seves composicions simfòniques; se'l considera un mestre del poema simfònic.

## Biografia
Mieczysław Karłowicz va néixer a Vixnieva, en l'actual Belarús, fill de l'historiador i etnolingüista i músic Jan Aleksander i d'Irena de Sulistrowska. Mieczysław va passar els seus primers anys en el camp, fins que en 1882 la seva família va vendre la seva propietat i es van mudar a Heidelberg, per després mudar-se a Praga i més tard a Dresden, fins a assentar-se finalment a Varsòvia el 1887. Des dels set anys Mieczysław va estudiar el violí. A Varsòvia va estudiar composició sota la tutela de Zygmunt Noskowski, Piotr Maszyski, i Gustaw Roguski a l'Acadèmia de Música de Varsòvia. Cap al 1895 es va mudar a Berlín on va estudiar amb Heinrich Urban. Entre 1906 i 1907, Mieczysław va estudiar direcció d'orquestra amb Arthur Nikisch. La seva música és d'un caràcter romàntic tardà de finalització de segle amb una afinitat a la música de Richard Strauss, Albéric Magnard i Alexander Scriabin.
Mieczysław Karłowicz va deixar 23 cançons per a veu i piano, una simfonia, una serenata de cordes, un concert per a violí i la seva obra magna: sis poemes simfònics, op. 9-14. Gran part de la seva breu obra es va perdre durant la Segona Guerra Mundial.
Era molt aficionat al muntanyisme i va morir colgat per una allau el 8 de febrer 1909, amb trenta-dos anys acabats de fer. Va ser inhumat en el Cementiri Powązki de Varsòvia.